# Маккарвилл, Джанель
Джанель Маккарвилл (англ. Janel McCarville; родилась 3 ноября 1982 года, Стивенс-Пойнт, штат Висконсин, США) — американская профессиональная баскетболистка, выступавшая за клуб Женской национальной баскетбольной ассоциации «Миннесота Линкс», в составе которого выиграла чемпионат ВНБА. Ранее выступала за подмосковную команду «Спарта&К», в составе которой в 2010 году стала чемпионкой Евролиги.

## Биография
Родилась 3 ноября 1982 года в штате Висконсин.
На драфте (WNBA) в 2005 году была выбрана «Шарлотт» под первым номером. Но из-за травмы была вынуждена пропустить большую часть сезона, а выступление Джанель после возвращения больших аплодисментов не вызвало.
Весной 2007 года, после распада «Шарлотт», Маккарвилл перешла в «Нью-Йорк Либерти». В первой половине сезона 2007 она выходила в стартовой пятёрке, вытеснив новичка Джессику Дэвенпор. 25 августа 2007 года Мак Карвил была названа самым прогрессирующий игроком сезона 2007.
В сезоне 2008 года Маккарвилл была названа дважды игроком недели в Восточной конференции. 1 марта 2013 года «Миннесота» в результате трёхсторонней сделки получила Маккарвилл.

## Достижения
- Серебряный призёр Панамериканских игр в составе сборной (2003)
- Чемпион Евролиги (2010)
- Чемпионка WNBA в составе «Миннесоты» (2013)